# Transport Logistic
La Transport Logistic es la feria de muestras más grande del mundo en materia de logística, movilidad, TI y gestión de la cadena de suministro, la cual se lleva a cabo cada dos años en el recinto ferial Neue Messe München organizada por Messe München.
Una parte integral del evento es la conferencia y exhibición internacional especializada “air cargo Europe” y la conferencia “marilog”. Mientras que "air cargo Europe" se dirige en particular a la industria del transporte aéreo, "marilog" trata temas y soluciones en logística marítima.
En 2019 la superficie total de exposición fue de 125 000 m². La feria registró alrededor de 64 000 visitantes de 125 países y 2374 empresas expositoras de 63 países.
La última edición se realizó entre el 9 y el 12 de mayo de 2023.

## Concepto de la feria
Las áreas de exposición representan toda la cadena de valor:
- TI, telemática, comercio electrónico y telecomunicaciones
- Intralogística, sistemas de gestión de almacenes, autoidentificación y embalaje
- Equipos para el transporte de mercancías
- Servicios, transporte de mercancías y logística

El desglose detallado de la industria se registra en la gama de ofertas en el sitio web de la feria. 
Los visitantes y las empresas expositoras proceden de todo el mundo, pero sobre todo de Europa. Según información de Messe München, la internacionalidad de la feria crece constantemente: en 2015, 48 % de empresas del exterior en la feria, en 2017 hubo alrededor de 53 % y en 2019 rondaba el 56 %   La edición de Transport Logistic 2023 ocupó diez pabellones del centro de exposiciones, los pabellones B1 a B6 y A3 a A6, así como el recinto ferial al aire libre.
Además de las conferencias especializadas "air cargo Europe" y "marilog", también hay un programa de conferencias para visitantes profesionales y expositores en el que se discuten temas actuales y orientados al futuro en la industria.

## Logística de transporte en todo el mundo
La red internacional de la industria de la logística del transporte consta de un total de ocho eventos. Además de la principal feria internacional de logística de transporte en Múnich, hay tres eventos en China: Messe München organiza la logística de transporte de China cada dos años y el foro de logística de transporte de China alternativamente cada año, ambos en Shanghái. También existe una asociación con la Exposición Internacional de Transporte y Logística de China en Chengdu, un evento organizado por la asociación china de logística CCTA.
En Turquía, Messe München y EKO Fair Limited organizan conjuntamente la Exposición Internacional de Logística de Transporte logitrans en Estambul cada año.
También hay dos eventos regionales: Air Cargo India y Air Cargo África que funcionan como ferias comerciales independientes, así como el Air Cargo Forum Miami junto con TIACA. También forman parte de las exhibiciones de logística de transporte la logística de transporte Américas en Miami y la logística de transporte India at CTL en Bombay, India.